# Ken Carpenter (ciclista)
Kenneth "Ken" Michael Carpenter (nascido em 31 de dezembro de 1965) é um ex-ciclista de pista e estrada norte-americano que competiu no ciclismo nos Jogos Olímpicos de Verão de 1988 e 1992, representando os Estados Unidos.